# Томец, Ник
Кит Джеймс «Ник» Томец (англ. Keith James "Nick"•Thometz; род.16 сентября 1963 года в Миннеаполисе, штат Миннесота) — американский конькобежец, специализирующаяся в шорт-треке и конькобежном спорте. Участвовал в Олимпийских играх 1984, 1988, 1992 годов. Бронзовый призёр чемпионата мира по шорт треку в абсолютном зачёте 1979 года. Серебряный призёр в многоборье чемпионата мира по конькобежному спорту в спринтерском многоборье 1987 года.

## Спортивная карьера
Ник Томец вырос в Миннеаполисе, где практически все дети бегают на коньках. В семь лет он впервые принял участие в бегах с общего старта вместе со старшим братом Кентом, катаясь как на коротких, так и на длинных дорожках. Позднее они с братом увлеклись шорт-треком. Попутно Ник пробовал свои силы в лёгкой атлетике, американском футболе и бейсболе. Но всё же наиболее притягательным видом спорта для него оставались коньки. 
В 16 лет он участвовал в соревнованиях по шорт-треку на чемпионате мира в Квебеке и выиграл серебро на дистанции 1500 метров, а в общем зачёте занял третье место. После выступления на чемпионате мира он почувствовал, что хоккейная площадка, где проходят состязания на короткой дорожке, слишком мала для него. И тогда сделал окончательный выбор - классический скоростной бег.
В 1981 году его пригласили в национальную сборную по конькобежному спорту, где он и выступал до 1992 года. Уже на чемпионате мира по спринтерскому многоборью 1983 года в Хельсинки Ник занял 4-е место в многоборье.На Олимпийских играх в Сараево он был 5-м на дистанции 500 метров и 4-м на 1000 метров, но до медалей не дотянул совсем немного. 
На мировых чемпионатах по спринтерскому многоборью он останавливался на 4-м месте с 1983 по 1986 года, а в 1987 году вошёл в тройку, уступил только знаменитому японскому спринтеру Акире Куроиве и занял почётное 2-е место в многоборье. В том же году Ник установил мировой рекорд на дистанции 500 метров, 19 марта в Херенвене с результатом 36,55 сек. 
Меньше, чем через месяц в Медео на соревнованиях сборных СССР и США Ник установил ещё два мировых рекорда на 500 метров — 36,23 сек. и на 1000 метров — 1:12.05 сек, но эти рекорды ISU не зарегистрировали на официальном уровне. На Олимпийских играх в Калгари на 500 метров он занял 8 место, а на 1000 метров — 18. Удачно Томец выступал на Кубке мира с 1985 по 1992 года. 
За эти годы он занимал первые места 12 раз на отдельных дистанциях, 19 раз был вторым и 17 — третьим.. На Олимпиаде в Альбервилле Ник занял 13 место на 500 метров и 15 место на 1000 метров. А на американском этапе Кубка мира 27 марта 1992 года в Бьютт выиграл бронзу на дистанции 1000 метров. После этого этапа он закончил карьеру спортсмена.

## Тренерская карьера
После ухода из спорта Ник тренировал национальную сборную США по спринту с 1993 по 1997 года. У него тренировалась и его бывшая партнёрша по команде Бонни Блэр. В 2002 году на Олимпийских играх в Солт-Лейк-Сити он был руководителем Олимпийской команды и директором соревновании по конькобежному спорту. В 2003 году введён в национальный зал Славы конькобежного спорта США. Потом поселился в Ванкувере штат Вашингтон и работал в сфере недвижимости. Он также входил в технический совет ISU. Позже Ник тренировал детей клуба скоростного катания Маунтин-Вью. Женат на Бекки Сандстром, американской конькобежке.

## Награды
- 2003 год — введён в зал Славы конькобежного спорта США.